# Paris-Roubaix 1939
Paris-Roubaix din 1939 a fost a 40-a ediție a Paris-Roubaix, o cursă clasică de ciclism de o zi din Franța. Evenimentul a avut loc pe 9 aprilie 1939 și s-a desfășurat pe o distanță de 250 de kilometri de la Paris până la velodromul din Roubaix. Câștigătorul a fost Émile Masson Jr. din Belgia.

## Rezultate
| Loc | Ciclist                    | Timp       |
| --- | -------------------------- | ---------- |
| 1   | Émile Masson Jr. (BEL)     | 7h 17' 30" |
| 2   | Marcel Kint (BEL)          | +1' 30"    |
| 3   | Roger Lapébie (FRA)        | +1' 30"    |
| 4   | Maurice Archambaud (FRA)   | +1' 30"    |
| 5   | Cyriel Vanoverberghe (BEL) | +1' 30"    |
| 6   | Sylvain Grysolle (BEL)     | +3' 08"    |
| 7   | Robert Wierinckx (BEL)     | +3' 08"    |
| 8   | Albert Hendrickx (BEL)     | +3' 08"    |
| 9   | Antonin Magne (FRA)        | +3' 08"    |
| 10  | Noël Declercq (BEL)        | +3' 08"    |